# Calaunia negrosensis
Calaunia negrosensis là một loài thực vật có hoa trong họ Moraceae. Loài này được (Elmer) Grudz. mô tả khoa học đầu tiên năm 1964.